# Jacques-Bénigne Bossuet
Jacques-Bénigne  Bossuet (Dijon, 27 de setembro de 1628 — Paris, 12 de abril de 1700) foi um bispo, teólogo, orador e escritor francês, um dos principais teóricos do absolutismo por direito divino, defendendo o argumento que o governo era divino e que os reis recebiam seu poder de Deus.
Um renomado pregador, Bossuet deu sermões e orações fúnebres que ainda permanecem famosas. Foi autor de La Politique tirée de l'Écriture sainte, publicada postumamente em 1709, na qual defende a teoria do Direito divino dos reis justificando que Deus delegava o poder político aos monarcas, conferindo-lhes autoridade ilimitada e incontestável. O caso mais exemplar de governante que adotou as ideias de Bossuet foi Luís XIV de França, chamado "Rei Sol".
Ele também apoiava que o Sol era o centro do universo, mas que ele mudava de tamanho, pois em sua cabeça, se o Sol não muda a olho nu, então deve estar mudando de uma forma que pareça igual.

## Biografia
Bossuet nasceu em uma família de magistrados em 1627, em Dijon, onde recebeu educação no colégio jesuíta. Por estar destinado à vida religiosa, recebeu tonsura (um corte especial de cabelo com um círculo raspado no alto posterior do crânio) aos dez anos. Aos quinze foi para Paris onde estudou teologia no College de Navarre e presenciou os motins da Fronde, um levante de amotinados contra o absolutismo real.
Em 1652 foi ordenado padre e recebeu doutorado em teologia. Seu pai obteve-lhe a indicação para cônego em Mogúncia onde se tornou popular como orador em controvérsia com os protestantes. Dividiu o tempo entre Metz e Paris até 1659 e a partir de 1660 raramente deixava a capital. Lá, pregou os sermões da quaresma em dois famosos conventos, o dos franciscanos mínimos e o dos carmelitas, e em 1662 foi chamado a pregar para Luís XIV. Ficaram famosos suas orações fúnebres, principalmente nos funerais Henriqueta Maria de França, rainha consorte da Inglaterra e de sua filha Henrietta Anne da Inglaterra, cunhada de Luís XIV, da princesa Anne de Gonzague, do chanceler Michel Le Tellier, e o do Grande Condé.
Foi designado bispo de Condom (1669), no sudoeste da França, mas, escolhido para tutor do Delfim, o filho mais velho do rei, renunciou ao bispado e ingressou na corte, onde teve a oportunidade de aperfeiçoar seus conhecimentos e integrar-se na política. Eleito para a Academia Francesa, foi também nomeado conselheiro do rei. Foi designado bispo de Meaux em 1681, e deixou a corte; embora mantivesse amizade com o delfim e o rei, foi um bispo dedicado, pregando e ocupando-se de organizações de caridade, poucas vezes deixando sua diocese.
Bossuet estava tão integrado ao absolutismo do reinado de Luís XIV que chegou ao extremo de definir como herético qualquer um que tivesse opinião própria. Foi o formulador da ideologia gaulesa ou galicana, que estabelecia certos direitos do rei contra o papa, uma questão que sempre fora polêmica. Temendo uma cisão dentro da igreja, entre os partidários do rei e os ultramontanos (alusão a estar a sede da Igreja além dos Alpes), que consideravam os poderes do papa supremos e inatacáveis mesmo em solo francês. Promoveu uma assembleia geral do clero francês em 1681-1682 cujo documento final redigiu e na qual ficou definido que o papa era autoridade somente em matéria religiosa.
Não podia deixar de se envolver também em outras questões igualmente contemporâneas como o jansenismo, a doutrina de que a Salvação é uma graça concedida apenas a alguns, e o quietismo, uma forma de misticismo de contemplação passiva e abandono à presença divina, pregada pelo arcebispo de Cambrai, François Fénelon, condenado em Roma em 1699. Contra Fénelon escreveu Instruction sur les etats d'oraison (1697) e Relation sur le quietisme (1698). Também atacou violentamente o teatro francês como imoral no seu Maximes et reflexions sur la comedie (1694).
Seu livro Política tirada das Santas Escrituras (1679, publicada postumamente em 1709) valeu-lhe a reputação de teórico do absolutismo. Nessa obra ele desenvolve a doutrina do direito divino segundo a qual, qualquer governo formado legalmente expressa a vontade de Deus e é sagrado e qualquer rebelião contra ele é criminosa. Em contrapartida, o soberano deve governar seus súditos como um pai, à imagem de Deus, sem se deixar afetar pelo poder. Escreveu também Exposição da Fé Católica, História das Variações das Igrejas Protestantes e "Discurso Sobre a História Universal".
Morreu em Paris em 12 de abril de 1704. Encontra-se sepultado em Cathedrale Saint-Etienne de Meaux, Seine-et-Marne, Ilha de França na França.

## Obras

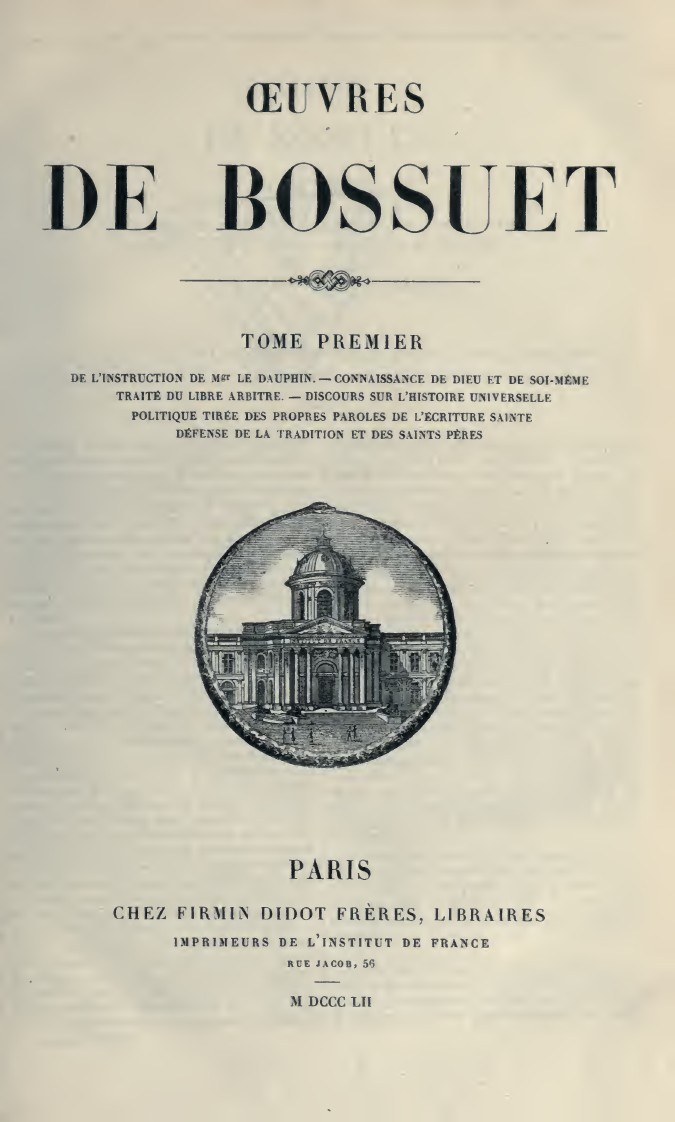
Oeuvres, 1852

- Méditation sur la brièveté de la vie (1648)
- Réfutation du catéchisme de Paul Ferry (1655)
- Oraison funèbre de Yolande de Monterby (1656)
- Oracion funebre e Valeria Slazar (1657)
- Panégyrique de saint Paul (1659)
- Oraison funèbre de Nicolas Cornet (1663)
- Oraison funèbre d'Anne d'Autriche (1667)
- Oraison funèbre d'Henriette Marie de France (1669)
- Oraison funèbre d'Henriette d'Angleterre (1670)
- Exposition de la doctrine de l'église catholique sur les matières de controverse (1671)
- Sermon pour la Profession de Mademoiselle de La Vallière (1675)
- Traité de la connaissance de Dieu et de soi-même (1677)
- Traité du libre arbitre (1677)
- Logique (1677 – publicado apenas em 1828)
- Conférence avec le pasteur Claude (1678 – publicado em 1682)
- Discours sur l'histoire universelle ou Discurso sobre  (1681)
- Politique tirée de l'Écriture sainte (Política tirada das Sagradas Escrituras) (1679 – publicada em 1708)
- Sermon sur l'unité de l'Église (1682)
- Oraison funèbre de Marie Thérèse  (1683)
- Oraison funèbre d' Anne de Gonzague, princesse Palatine (1685)
- Oraison funèbre de Michel Le Tellier (1686)
- Oraison funèbre de Mme du Blé d'Uxelles (1686)
- Oraison funèbre du prince de Condé (1687)
- Catéchisme du diocèse de Meaux (1687)
- Histoire des variations des Églises protestantes (1688)
- Explication de l'Apocalypse (1689)
- Avertissements aux Protestants (I, II, III) (1689)
- Avertissements aux Protestants (IV, V, VI) (1690–91)
- Défense de l'Histoire des variations (1690–91)
- Correspondence avec Leibniz (1691–93)
- Défense de la Tradition et des Saints Pères (1691–93)
- Traité de la concupiscence (1691–93)
- Lettre au P. Caffaro (1694–95)
- Maximes et réflexions sur la comédie (1694–95)
- Méditation sur l'Evangile (1694–95)
- Élévations sur les mystères (1694–95)
- Instructions sur les états d'oraison (1697)
- Relation sur le quiétisme (1698)
- Instructions pastorales pour les Protestants (manual para protestantes convertidos ao catolicismo) (1701)